# Aristolochia incisiloba
Aristolochia incisiloba là một loài thực vật có hoa trong họ Aristolochiaceae. Loài này được Jongkind mô tả khoa học đầu tiên năm 1990.